# Malév
Малєв Угорські Авіалінії (угор. Magyar Légiközlekedési Vállalat, скорочена назва — Malév, англ. Malév Hungarian Airlines) — колишня флагманська авіакомпанія Угорщини з 1956 по 2012 роки, базувалася в Міжнародному аеропорту Будапешт Феріхедь. Малєв був членом альянсу Oneworld в 2007—2012 роках.
3 лютого 2012 року авіакомпанія припинила польоти через проблеми з ліквідністю.

## Історія

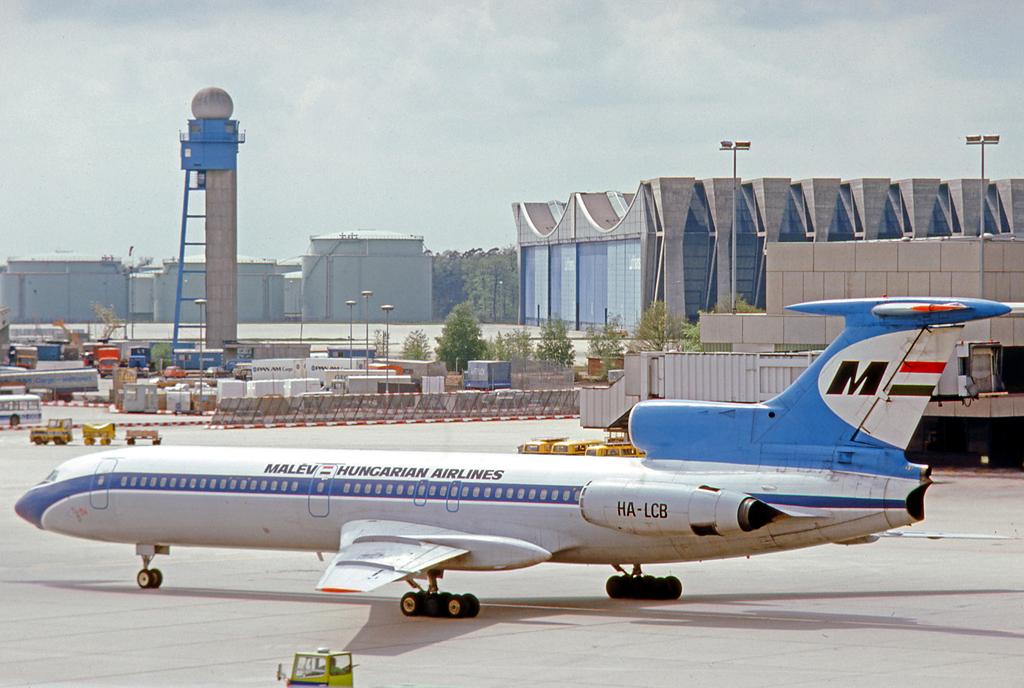
Ту-154 у 1977, Франкфурт, ФРН

Першими авіакомпаніями Угорщини можна вважати Aero Rt. (Створена в 1910), Magyar Æeroforgalmi Rt. (MAEFORT) і Magyar Légiforgalmi Rt. (Malert), проте, Друга світова війна призупинила розвиток цивільної авіації Угорщини. Офіційною датою створення компанії вважається 29 березня 1946 — створено угорсько-радянське спільне підприємство цивільної авіації (Magyar-Szovjet Légiforgalmi Rt., Також відоме як Maszovlet). Першими літаками були 21-місцеві пасажирські Лі-2 і 3-місні «таксі» По-2, що використовувалися для доставки авіапошти: мішки з поштою скидалися з літака, коли він пролітав над місцем призначення. У 1950 Малєв змінив аеропорт Будаерш на новий аеропорт Феріхедь.
25 листопада 1956 Угорщина придбала частку СРСР в Maszovlet, цю дату вважають днем народження Малєва. Авіакомпанія поступово розширювала свою діяльність, відкривалися рейси в сусідні країни, а після отримання в 1968 реактивних літаків Ту-134 — по Європі і на Середній Схід. Ще до політичних змін в 1989 Малєв почав виводити з експлуатації радянську техніку та купувати західні літаки, перший Boeing 737-200 — 18 листопада 1988.
Останній Ту-154 виведений з експлуатації в 2001.
У 2003 Малєв почав заміну Boeing серії 737 Classic на 737 Next-Generation. Авіакомпанія використовувала 18 Boeing 737 і один Boeing 767-300ER для далекомагістральних рейсів, а також кілька Fokker 70 і Canadair CRJ-200 на коротких маршрутах.
З 1999 по 2007 99,5 % акцій Малєва належало угорському державному агентству ÁPV Rt. (Állami Privatizációs és Vagyonkezelõ Rt.), 0,5 % перебували в руках дрібних акціонерів. ÁPV Rt приватизувала Малєв, державний пакет придбала компанія AirBridge Zrt, одним з акціонерів якої є Борис Абрамович. Станом на лютий 2007, AirBridge належало 99,9 % акцій авіакомпанії.
Наприкінці січня 2009 перейшла під управління Зовнішекономбанку і «Аерофлоту». «Аерофлот» був найнятий як керуюча компанія. У лютому 2012 авіакомпанія оголосила про повне припинення польотів.

## Флот

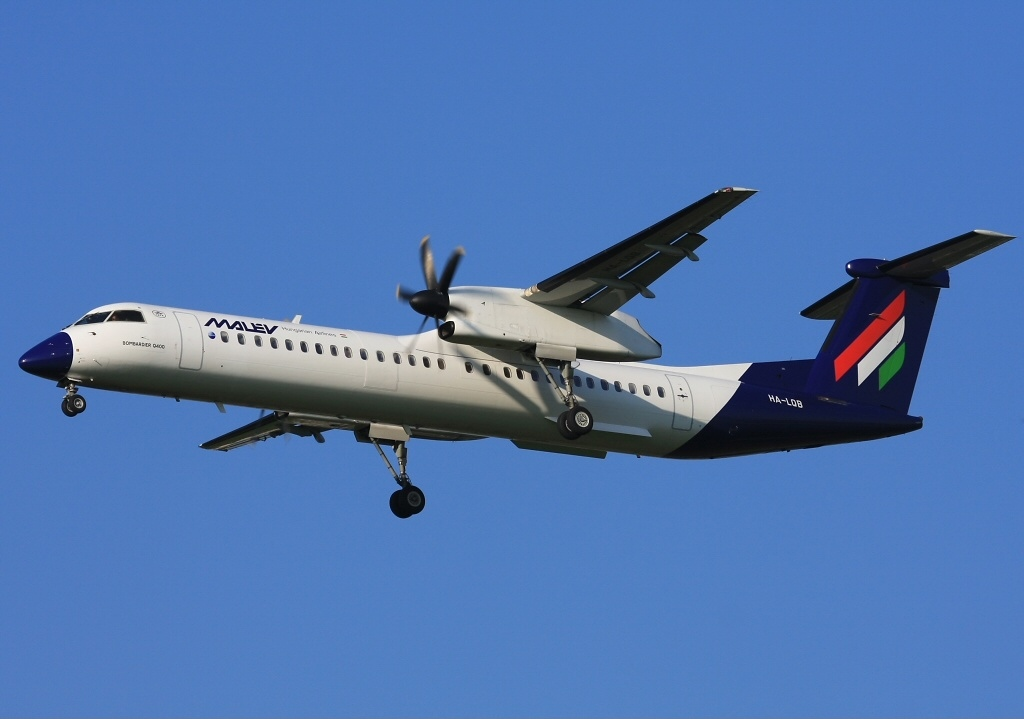
Malév Bombardier Dash 8 Q400

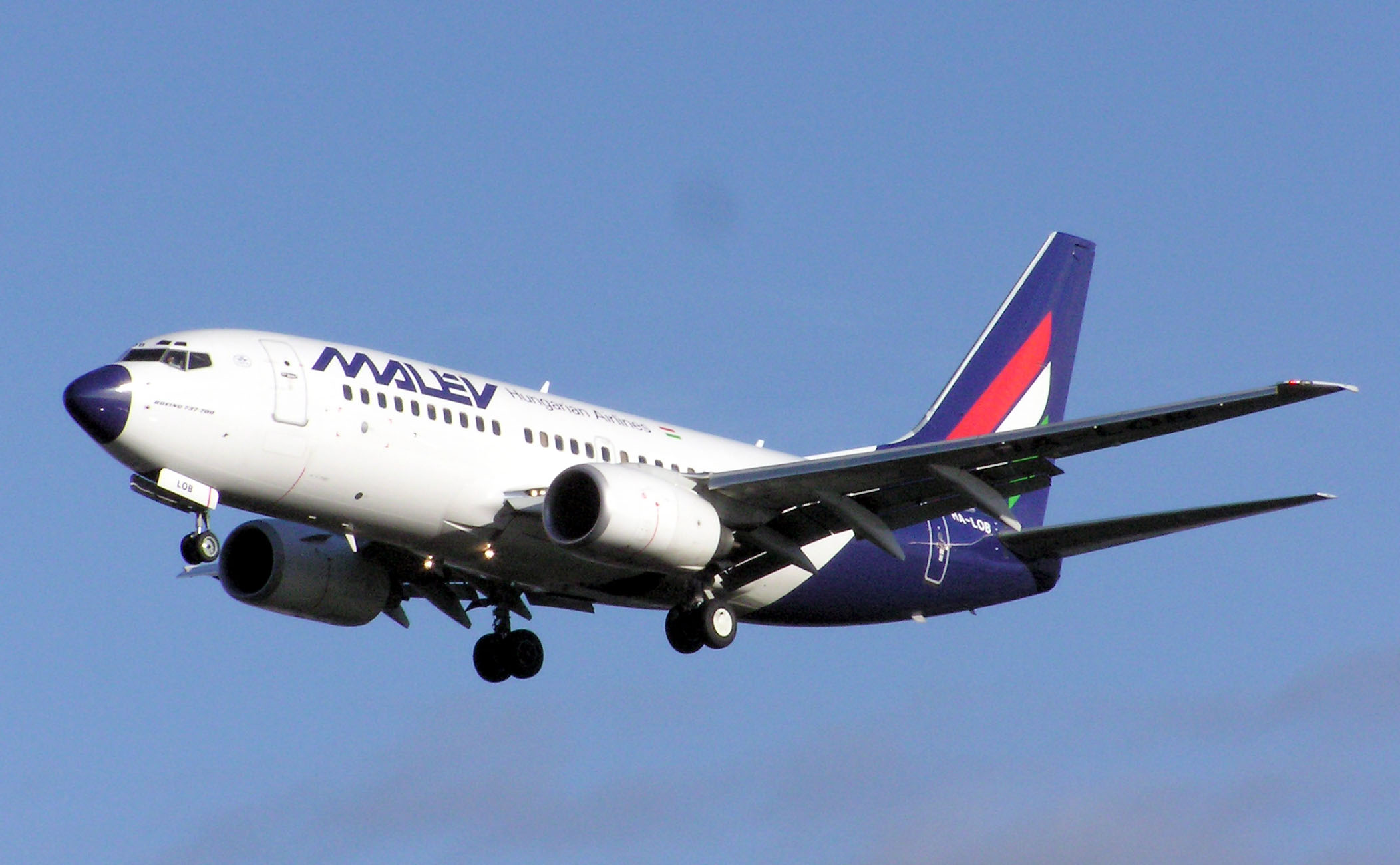
Malév Boeing 737—700 (2005)

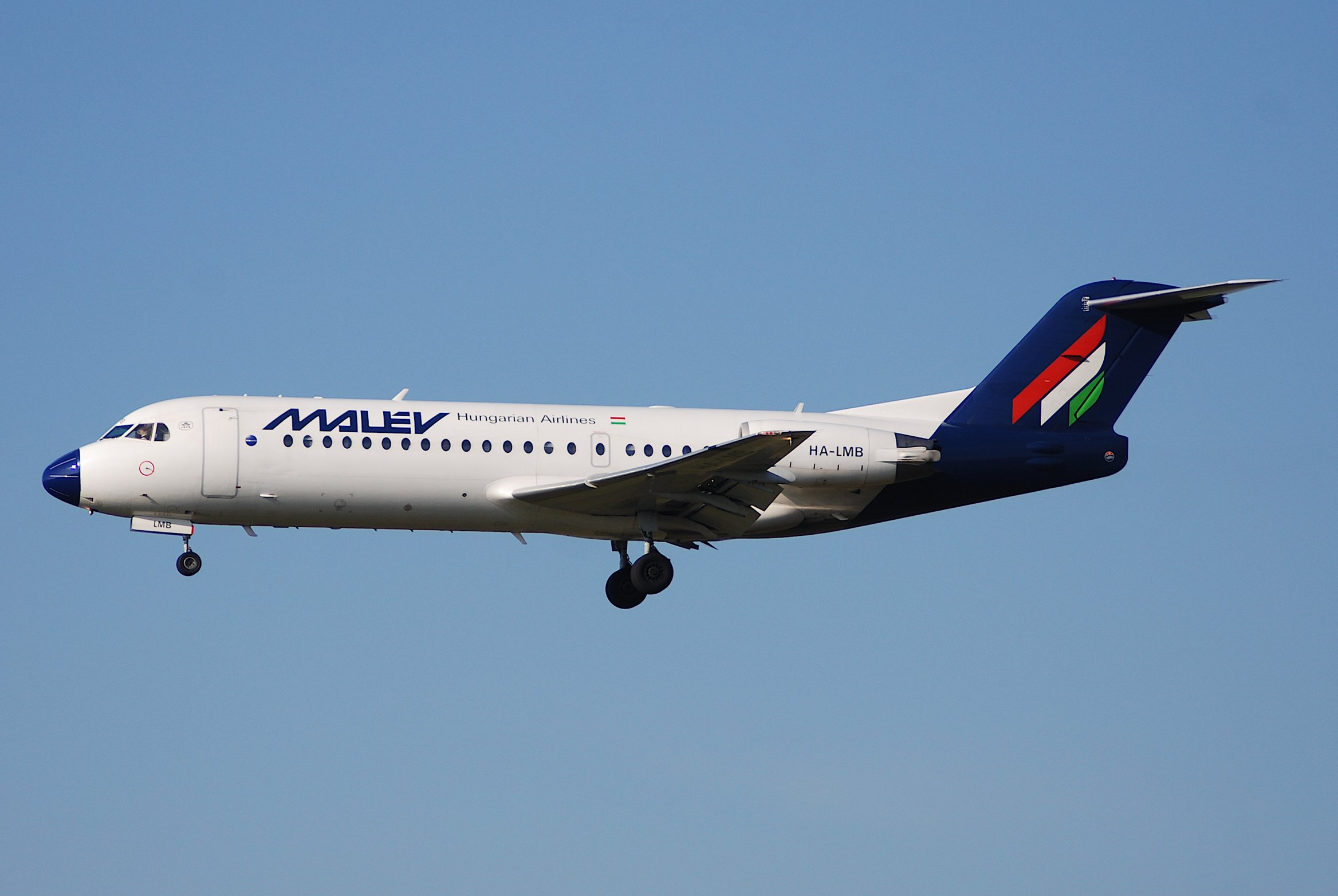
Malév Fokker 70

### Списані
- Aeritalia G.222
- BAe 146-200QT
- Bombardier CRJ100
- Bombardier CRJ200
- Boeing 737—200
- Boeing 737-300
- Boeing 737—400
- Boeing 737—500
- Boeing 767-200ER
- Boeing 767-300ER
- Fokker 70
- Іл-14 (1 у музеї)
- Іл-18 (3 — музей, 1 — ресторан)
- Іл-62
- Junkers Ju 52
- Лі-2 (3 у музеї)
- По-2
- Ту-134 (3 у музеї)
- Ту-154 (1 у музеї)
- Як-40 (1 у музеї)

## Маршрути і рейси

Карта маршрутів Malév

Malev Hungarian Airlines пропонувала регулярні рейси до п'ятдесяти пунктів призначення в Європі і на Близькому Сході. Рейси в Африці, Південно-Східної Азії і Північній Америці було припинено. 23 липня 2008 Malev оголосила про скасування рейсів у Нью-Йорк і Торонто; вони виконувалися з початку 1990-х років.
П'ять з напрямків Malev (в Клуж-Напоку, Одесу, Підгорицю, Сараєво і Тиргу Муреш) не обслуговувалися іншими членами Oneworld.
| † | Хаб     |
| ¤ | Сезонні |

## Скасовано перед закриттям
- Африка
  - Єгипет — Каїр
- Азія
  - Народна Республіка Китай — Пекін
  - Іраку — Багдад
  - Пакистан — Карачі
  - Катар — Доха
  - Таїланд — Бангкок
  - Саудівська Аравія — Абу-Дабі, Дубаї
- Європа
  - Австрії — Відень
  - Болгарії — Бургас
  - Хорватії — Дубровник
  - Кіпр — Нікосія
  - Франції — Ліоні, Парижі Орлі
  - Німеччина – Кельн/Бонн, Дюссельдорф, Мюнхен
  - Німецька Демократична Республіка – Берлін Шенефельд, Дрезден, Ерфурт, Лейпциг
  - Угорщина — Дебрецен, Мішкольц, Надьканіжі, Печ, Шіофок, Сегед, Сомбатхей
  - Ірландії — Корк
  - Італія — Мілан Лінате, Трієсті, Венеції, Болонья
  - Литва – Вільнюс
  - Люксембург — Люксембург
  - Норвегія — Осло
  - Польща — Краків
  - Румунія — Констанца, Ясси, Тімішоара
  - Росія — Єкатеринбург
  - Велика Британія — Манчестер, Лондон Хітроу, Лондон Станстед
  - Словаччина — Братислава
  - Словенія — Любляна
  - Швейцарія — Женева
- Північна Америка
  - Канада — Торонто
  - США — Лос-Анджелес, Нью-Йорк, Ньюарк

### Код-шерінгові партнери
| - Aeroflot (SkyTeam) - Air Baltic - Air France (SkyTeam) - Alitalia (SkyTeam) | - Bulgaria Air - Carpatair - Czech Airlines (SkyTeam) - Etihad Airways | - Hainan Airlines - Moldavian Airlines - Rossiya Airlines - Syrian Arab Airlines |